# Vriesea viridiflora
Vriesea viridiflora là một loài thực vật có hoa trong họ Bromeliaceae. Loài này được (Regel) Wittm. ex Mez miêu tả khoa học đầu tiên năm 1935.